# عبد اللطيف الحناشي
عبد اللطيف الحناشي مؤرخ تونسي من مواليد سنة 1954 بقابس. متحصل على الدكتوراه في التاريخ من جامعة تونس، أستاذ تعليم عالي بجامعة منوبة. يدور تخصصه المعرفي حول التاريخ السياسي المعاصر والراّهن.

## الشهائد العلمية
- التأهيل الجامعي (شهادة ما بعد الدكتوراه)
- الدكتوراه: كلية العلوم الإنسانية والاجتماعية بتونس.
- شهادة التعمق في البحث: كلية العلوم الإنسانية والاجتماعية بتونس.
- شهادة الكفاءة في البحث: كلية العلوم الإنسانية والاجتماعية بتونس.
- الإجازة في الآداب
- الباكالوريا

## المسيرة المهنيّة
- عمل أستاذا أولّ للتعليم الثانوي ثم بالتعليم العالي
- قام بتربصات تربوية وبيداغوجية في تونس وفرنسا وبلجيكا
- أستاذ جامعي بجامعة صفاقس، ثم بجامعة منوبة، تونس.

## المسؤوليات البيداغوجية والعلمية
- الإشراف على عدد هام من رسائل الماجستير والدكتوراه.
- تولي عضوية ورئاسة عدة لجان نقاش رسائل دكتوراه وماجستير.
- عضو لجنة الدكتوراه والماجستير بكلية الآداب والفنون والإنسانيات منوبة، تونس.
- عضو لجنة الدكتوراه والتأهيل الجامعي بكلية الآداب والعلوم، جامعة تونس.
- عضو لجنة الدكتوراه بكلية الآداب والعلوم الإنسانية، 9 أفريل تونس.
- عضو اللجنة الوطنية للانتداب الأساتذة المساعدين اختصاص التاريخ 2011-2012 و 2012-2013.
- عضو مؤسس لمختبر «النخبة والمعارف والمؤسسات الثقافية في المتوسط»، كلية الآداب والفنون والإنسانيات بمنوبة. (مشرف وحدة بحث)
- مدير مخبر النخب والمعارف والمؤسسات الثقافية في المتوسط، جامعة منوبة.

## النشاط العام
- عضو الهيئة المديرة للرابطة التونسية لحقوق الإنسان، مكلف بالعلاقات العربية والمهجر (2011-2016).
- تحمل عدة مسؤوليات نقابية على المستوى المحلي والجهوي في قطاع التعليم الثانوي والعالي (الاتحاد العام التونسي للشغل)
- عضو مؤسس للمنتدى المغاربي بوجدة
- عضو مؤسس للمنتدى المغاربي بالدار البيضاء
- رئيس المنتدى المغاربي للتنمية والديمقراطية.تونس
- كاتب عام جمعية البحوث التاريخية بقابس (1985-1992).
- عضو مهرجان قابس الدولي، مسؤول عن الندوات الفكرية (1989-1991).
- عضو هيئة تحرير مجلة «مدارات» الفكرية، تونس 1994-1996.
- عضو هيئة تحرير مجلة الناصرية للدراسات الاجتماعية والتاريخية (مخبر البحوث الاجتماعية والتاريخية، جامعة معسكر،الجزائر)
- المجلة المغربية للمنازعات القانونية
- عضو مختبر Elites,Savoirs et Institutions culturelles en Méditerranée ومسؤول وحدة بحث داخل المختبر: كلية الآداب والفنون والإنسانيات، منوبة.
- عضو اللجنة العلمية للبحث الميداني حول «المناصرة لكشف الحقيقة في إطار العدالة الانتقالية»
- كاتب ومحلل سياسي لبعض المراكز البحثية والفضائيات التونسية والعربية.
- المشاركة في عشرات الندوات العلمية والفكرية في تونس والعالم العربي وفرنسا وبلجيكيا وبريطانيا وألمانيا

## من كتبه
- تونس من الثورة التائهة إلى الانتقال الديمقراطي العسير، دار نشر سوتيميديا تونس 2019، 227 صفحة.[1]
- الدين والسياسة في تونس والفضاء المغاربي: من الإرث التاريخي إلى اكراهات الواقع، دار نشر سوتيميديا تونس 2018، 288 صفحة.[2]
- المراقبة والمعاقبة بالبلاد التونسية الإبعاد السياسي أنموذجا 1881-1955، كلية الآداب والعلوم الإنسانية بصفاقس.تونس 2003. 552 صفحة.[3]
- تطور الخطاب السياسي في تونس إزاء القضية الفلسطينية 1920-1955، المطبعة الرسمية تونس 2006، 352 صفحة.[4]
- بالاشتراك/عليّ المحجوبي ومسعود ضاهر وفتحي القاسمي:النهضة وتفاعلاتها في العالم العربي واليابان منذ القرن التاسع عشر، بيت الحكمة، قرطاج تونس، سنة 2001[5]
- المحرر الرئيسي للتقرير الذي تم انجازه من قبل الجمعية التونسية لقانون التنمية بالتعاون مع برنامج الأمم المتحدة الإنمائي بتونس 2013. عدد الصفحات 113 من الحجم الكبير.
- بورقيبة والقضية الفلسطينية وامتداداتها العربية 1938-1978 واقعية ريادية أم تنكّر للقضية؟ الدار التونسية للكتاب، تونس 2020. 292 صفحة.
- السلفية الجهادية في تونس من شبكات الدعوة الى تفجير العقول، الدار التونسية للكتاب، تونس 2020. 398 صفحة. [6]
- السياسة العقابية الاستعمارية الفرنسية بالبلاد التونسية 1881-1955، الدار التونسية للكتاب، كلية الاداب والفنون والإنسانيات و مخبر النخب والمعارف والمؤسسات الثقافية بالمتوسط، جامعة منوبى،تونس 2020. 285 صفحة. [7]
- عقوبات النفي والابعاد المسلطة على الوطنيين التونسيين زمن الاحتلال الفرنسي للبلاد التونسية 1881-1955، الدار التونسية للكتاب. [8]

## المقالات والبحوث العلمية
- الأحزاب الماركسية في تونس والمسألة القومية، مجلة الوحدة عدد 52، المغرب، جانفي 1989
- التنظيمات السياسية في تونس والصراع العربي الصهيوني، مجلة المستقبل العربي عدد 144، لبنان، فيفري 1991
- حوار مع عبد الرحمن منيف حول هموم الرواية العربي، مجلة المستقبل العربي عدد 155، جانفي 1992
- موقف الأوساط العمالية في تونس من الوحدة، مجلة المستقبل العربي عدد 160، جوان 1992
- من متاهة المفاهيم إلى متاهة البدائل، دراسات اشتراكية العدد الأول، سوري، جانفي 1990
- ملامح من النشاط الاقتصادي لليهود والأوروبيين في جهة قابس (1881-1914)، المجلّة التاريخية المغاربية، عدد 69-70 (مؤسسة التميمي)، 1993
- إبعاد الأوروبيين المقيمين بالبلاد التونسية خلال الحرب العالمية الثانية (1939-1945)، مجلة روافد، عدد 5، المعهد الأعلى لتاريخ الحركة الوطنية، جامعة منوبة، 1999-2000
- الإبعاد في مواجهة النشاط السياسي للعرب المقيمين بالبلاد التونسية: مثال الجزائريين (1911-1939)، المجلة التاريخية المغاربية، عدد 97-98 (مؤسسة التميمي)، 2000
- موقف الحبيب بورقيبة من قضايا الوحدة العربية (1956-1970)، أعمال المؤتمر الأول حول الحبيب بورقيبة وإنشاء الدولة الوطنية، منشورات مؤسسة التميمي، 2000
- المبعدون البريطانيون بالبلاد التونسية، أعمال المؤتمر الأول حول: بريطانيا والمغرب العربي: حالة الأبحاث والعلاقات الثقافية مؤسسة التميمي، تونس، 2002
- موقف النخبة التونسية من السياسة البريطانية بالمشرق العربي (1920-1939)، أعمال المؤتمر الثاني للحوار البريطاني المغاربي المنعقد بجامعة اكستير، حول حركة البشر والأفكار بين بريطانيا والمغرب العربي، منشورات مؤسسة التميمي، 2003
- رؤية بورقيبة للعلاقات الدولية 1956-1970، أعمال المؤتمر الثالث حول: السلطة وآليات الحكم في عصر بورقيبة بتونس والبلاد العربية. مؤسسة التميمي للبحث العلمي والمعلومات، مارس 2003
- إدارة الأزمات الخارجية في أواخر العهد البورقيبي: الغارة الإسرائيلية أنموذجا، أعمال المؤتمر الخامس حول: نهاية حكم بورقيبة والقيادات السياسية العربية بين الصعود والانحدار، مؤسسة التميمي للبحث العلمي والمعلومات، مارس 2005
- أقصى الجنوب التونسي: من المقاومة العنيفة العفوية إلى المقاومة المنظمة (آليات، خصوصيات وحدود الانتقال والانتشار)، أعمال الندوة الدولية الثانية عشر حول الجنوب التونسي من الاحتلال إلى الاستقلال 1881-1956، المعهد الأعلى لتاريخ الحركة الوطنية، 2005
- أضواء على المنفيين التونسيين في الغويان الفرنسية، المجلة التاريخية المغاربية عدد 123، 2006
- الحياة اليومية للمساجين السياسيين بالسجون الفرنسية بالجزائر 1939-1955، الملتقى المغاربي حول: سياسة التعذيب الاستعمارية إبان الثورة التحررية وتداعياتها المعاصرة، جامعة الجيلالي ليابس، سيدي بلعباس، الجزائر، 2005، 2006
- تطور موقف بورقيبة من القضية الفلسطينية وبعض القضايا المرتبطة بها 1946-1965، مجلة الدراسات الفلسطينية، عدد 69، شتاء 2007
- جمعية احباس الحرمين الشريفين: من تنظيم رحلات الحج إلى الإشراف على جامع باريس 1916-1952، مجلة الدارة، المملكة العربية السعودية، العدد الثالث، السنة 35، 2008
- السجن وظروف المساجين التونسيين الصحية بين 1920-1929، مجلة روافد، المعهد الأعلى لتاريخ الحركة الوطنية.جامعة منوبة تونس، 2008
- الاستعمار الفرنسي وحدود تحكمه في المجال أمنيا: مدينة تونس خلال فترة ما بين الحربين أنموذجا"، كتاب معهد العلوم الاجتماعية، الفرع الثالث. طرابلس. الجامعة اللبنانية، 2009
- نخبة الاستقلال المغاربية والمسألة الديمقراطية الحبيب بورقيبة أنموذجا، المجلة العربية للعلوم السياسية عن الجمعية العربية للعلوم السياسية ومركز دراسات الوحدة العربية، بيروت، عدد 29 شتاء 2011
- رؤية الأحزاب السياسية في تونس للاتحاد المغاربي بعد عقدين من قيامه"من الامل المفتوح إلى الامل الحذر، ضمن كتاب اشغال الندوة الدولية "صعوبات وآفاق تفعيل اتحاد المغرب العربي"وجدة المغرب الأقصى
- النخبة الوزارية في تونس ومسالة توحيد المغرب العربي: محمد مزالي أنموذجا 1925-2010، ضمن كتاب «نخب مغاربية: الخلفيات، المسارات والتأثير» مركز الدراسات والأبحاث الإنسانية «مدى» كلية الآداب والعلوم الإنسانية بتمسيك، الدار البيضاء، ص 231،167-191
- الأحزاب والمنظمات الوطنية التونسية ودورها في الثورة ومجراها، ضمن كتاب: ثورة تونس: الأسباب والسياقات والتحديات، المركز العربي للابحاث ودراسة السياسات، بيرروت شباط/فبراير 2012، ص496
- انتخابات المجلس الوطني التونسيّ: الإطار، المسار، النتائج، موقع المركز العربي للابحاث ودراسة السياسات، مارس 2012 49 صفحة
- «التيارات السلفية المدرسية في المغرب العربي»	ضمن كتاب الحركات الإسلامية في الوطن العربي، نشر مركز دراسات الوحدة العربية بيروت لبنان 2013 المجلد الأول، ص 1049-1093.
- «الحركات الإسلامية في تونس: مرحلة ما بعد الثورة»	ضمن كتاب الحركات الإسلامية في الوطن العربي، نشر مركز دراسات الوحدة العربية بيروت لبنان 2013 الجزء الثاني: ص 1737 -1796.
- «الإخوان المسلمون في المغرب العربي: حالة ليبيا، المسار والمصائر»	ضمن كتاب الحركات الإسلامية في الوطن العربي، نشر مركز دراسات الوحدة العربية بيروت لبنان 2013 المجلد الأول، ص 595-610.
- "أي مستقبل للاتحاد المغاربي في ظل حكم الإسلام السياسي؟	ضمن كتاب: المغرب العربي: الحراك والمكونات السياسية ومآلات الحلم المغاربي، نشر مركز الدراسات والأبحاث الإنسانية، مدى، جامعة الحسن الثاني، الدار البيضاء 2014، ص 133-144.
- تقديم كتاب عزمي بشارة «الثورة التونسية المجيدة: بنية ثورة وصيرورتها من خلال يومياتها»	مجلة عمران، العدد الأول بيروت لبنان 2012، 275-282.
- «انتخابات المجلس الوطني التونسيّ: الإطار، المسار، النتائج».	موقع المركز العربي للأبحاث ودراسة السياسات، مارس 2012، 49 صفحة
- الانتخابات التشريعية التونسية: الخصائص والنتائج والدلالات، مجلّة «سياسات عربية» المركز العربي للأبحاث ودراسة السياسات، العدد الحادي عشر (تشرين الثاني / نوفمبر 2014.
- تطور تجربة «الإسلام السياسي» في تونس حركة النهضة نموذجا 1969 -2011 مركز المزماة للدراسات والبحوث، الإمارات العربية المتحدة.
- مواقف حركة النهضة وسلوكها السياسي 2011-2014، مركز المزماة للدراسات والبحوث، الإمارات العربية المتحدة.
- الإعلام والأزمات الاجتماعية: دراسة حالة الإعلام التونسي المكتوب وانتفاضة الخبز: المجلة التاريخية المغاربية العدد 175، تونس جوان 2019، صفحة 217- 244.